# The Six Billion Dollar Man
Pour plus de détails, voir Fiche technique et Distribution.
The Six Billion Dollar Man (litt. « L'Homme qui valait six milliards de dollars ») est un film documentaire américain réalisé par Eugene Jarecki et sorti en 2025.
Le film retrace l'emprisonnement du journaliste et lanceur d'alerte australien Julian Assange, dont la récente libération de prison a relancé le débat mondial sur la liberté de la presse. Présenté comme un thriller international, le film bénéficie d'un accès privilégié aux documents de WikiLeaks et à des preuves inédites pour explorer la position de plus en plus précaire des journalistes dans un monde où la défense de la vérité est menacée. Le titre, traduisible « L'Homme qui valait six milliards de dollars », fait référence au montant du prêt accordé à l’Équateur pour qu'il renonce à accorder l’asile politique à Julian Assange.
Il est présenté, en avant-première mondiale,  dans la section « Séances spéciales » du Festival de Cannes 2025, en présence de Julian et Stella Assange.

## Synopsis
Le documentaire traite de la lutte d'Assange contre son extradition vers les États-Unis alors qu'il était retenu à l'ambassade d'Équateur au Royaume-Uni puis dans la prison de haute sécurité de Belmarsh.

## Fiche technique
- Titre original et français : The Six Billion Dollar Man[2]
- Réalisation : Eugene Jarecki
- Scénario : Eugene Jarecki
- Photographie : David McDowall, Jack Harrison, Derek Hallquist, Juan Passarelli, Joe Fletcher
- Montage : David Fairhead, Martin Reimers
- Musique : Akin Sevör, Niklas Paschburg, Robert Miller, Luis Flores, Harold Charon Cisneros
- Production : Kathleen Fournier
- Sociétés de production : Charlotte Street Films
- Pays de production :  États-Unis
- Langue originale : anglais
- Format : couleur
- Genre : film documentaire
- Durée : 126 minutes
- Dates de sortie : 
  - France : 22 mai 2025 (Festival de Cannes 2025)[3]

## Distribution
- Julian Assange
- Stella Assange (en)
- Pamela Anderson
- Edward Snowden
- Naomi Klein
- Daniel Ellsberg
- Chris Hedges
- Jeremy Scahill
- Rafael Correa, l'ex-président équatorien

## Sortie
Il est présenté en première mondiale au Festival de Cannes 2025 le 21 mai 2025, dans la section Séances spéciales,. Il devait auparavant être présenté en première mondiale au Festival du film de Sundance 2025. Cependant, il a été retiré de la programmation en raison de « développements importants et inattendus »,.

## Distinctions

### Récompense
- Festival de Cannes 2025 : Prix spécial du Jury pour le 10e anniversaire de L'Œil d'or

### Sélection
- Festival de Cannes 2025 : sélection officielle, Séance spéciale